# メイオール天体
メイオール天体(Mayall's Object)は、おおぐま座の方角に約5億光年離れた位置で、2つの銀河が衝突してできた融合銀河である。

## 概要
1940年3月13日にリック天文台のニコラス・メイオールがクロスレー反射望遠鏡を用いて発見した。最初に発見された時、メイオール天体は、クエスチョンマークのような形をした奇妙な星雲として記録され、銀河が銀河間物質と相互作用したものと考えられたが、現在では2つの銀河が衝突した結果、環状銀河とそこから伸びる尾が形成されたものと考えられている。2つの銀河の衝突が衝撃波を発生したために、物質が中央に集まり、環状の構造が形成されたと考えられている。